# Folketingswahl 2019
- Enhedslisten (Ø): 13
- Social. Folk. (F): 14
- Alternativet (Å): 5
- Socialdemo. (A): 48
- Rad. Venstre (B): 16
- Färöer/Grönland: 4
- Venstre (V): 43
- Kons. Folk. (C): 12
- Lib. Alliance (I): 4
- Dansk Folke. (O): 16
- Nye Borgerl. (D): 4

Die Folketingswahl 2019 war die 70. Wahl zum dänischen Parlament Folketing. Sie fand am 5. Juni 2019 und somit am dänischen Tag des Grundgesetzes statt, nachdem Ministerpräsident Lars Løkke Rasmussen am 7. Mai 2019 zu den Wahlen aufrief. 
Die Wahl resultierte in einem breiten Erfolg der linken Parteien. Der „rote Block“ aus Sozialdemokraten, Socialistisk Folkeparti, Enhedslisten und Radikale Venstre kam zusammen auf 91 der 179 Sitze, während der „blaue Block“ aus Venstre, Konservativen, Liberal Alliance und Dansk Folkeparti nur 75 Sitze gewann. Insbesondere die Dansk Folkeparti und die Liberal Alliance verloren einen Großteil ihrer Wähler.
Nach der Wahl bildeten die Sozialdemokraten alleine die Regierung Frederiksen I, welche jedoch von den anderen Parteien des „roten Blocks“ (Socialistisk Folkeparti, Enhedslisten und Radikale Venstre) unterstützt wurde.

## Ausgangslage
Bei der Folketingswahl 2015 waren insgesamt 9 Parteien in das Parlament eingezogen. Der „blaue Block“ aus Dansk Folkeparti, Venstre, Liberal Alliance und Det Konservative Folkeparti erlangte eine knappe Mehrheit. Die Parteien des blauen Blocks gewannen zusammen 90 Sitze gegenüber 89 Sitzen des „roten Blocks“, bestehend aus den übrigen im Parlament vertretenen Parteien, angeführt durch die Socialdemokraterne. In der Folge führte Lars Løkke Rasmussen (Venstre) eine von den anderen Parteien des blauen Blocks gestützte Minderheitsregierung. Im November 2016 formierte Rasmussen eine von der Dansk Folkeparti gestützte Koalitionsregierung aus Venstre, Liberal Alliance und Konservativen.

### Neue Parteien seit 2015
Nach der Wahlordnung muss eine nicht im Folketing vertretene politische Partei, um zur Wahl zugelassen zu werden, die Unterstützung von 1/175 der Wählerzahl der letzten Folketingwahl vorweisen (damit würde sie theoretisch einen der 175 dänischen Sitze im Folketing erhalten). Konkret entsprach dies bei der jetzigen Wahl 20.109 Unterstützerstimmen. Seit der Wahl 2015 qualifizierten sich vier zusätzliche Parteien für eine Teilnahme an der Folketingwahl. Darunter befanden sich zwei ausgeprägt rechtspopulistische Parteien: die 2015 gegründeten rechten wirtschaftsliberalen Nye Borgerlige und die offen islamfeindlichen Partei Stram Kurs des Rechtsanwalts Rasmus Paludan. Außerdem wurden die ebenfalls populistische, allerdings weniger fremdenfeindliche Züge tragende Partei Klaus Riskær Pedersen (benannt nach ihrem Gründer), und die Kristendemokraterne zur Wahl zugelassen. Die Kristendemokraterne waren in den 1970er Jahren als Kristeligt Folkeparti gegründet worden, aber seit der Wahl 2005 bzw. seit 2011 nicht mehr im Folketing vertreten. Gesellschaftspolitisch vertreten die Kristendemokraterne konservative Werte und sind europafreundlich eingestellt.
Sowohl Stram Kurs als auch Klaus Riskær Pedersen hatten die geltenden Regeln zur Wahlregistrierung zum Teil umgangen und somit ihre Registrierung deutlich abkürzen können. Die ‚etablierten‘ großen Parteien im Folketing beschlossen daraufhin, die Wahlordnung zu ändern, um derartige Schlupflöcher zukünftig zu stopfen.

### Im Vorfeld der Wahl
Im Juni 2018 erklärten die Sozialdemokraten, dass sie den Wahlkampf nicht in Koalition mit der linksliberalen Radikale Venstre führen wollten, sondern eine sozialdemokratische Alleinregierung anstrebten. Zur Begründung führte die Vorsitzende der Sozialdemokraten Mette Frederiksen Differenzen hinsichtlich der Ausländerpolitik an. Die Sozialdemokraten stünden hinter der strengen Ausländer- und Einwanderungspolitik, die von der Mehrheit der dänischen Bevölkerung gewünscht werde. Der Vorsitzende der Radikale Venstre, Morten Østergaard, warf daraufhin den Sozialdemokraten vor, sich an die Dansk Folkeparti annähern zu wollen. Die kleine grüne Partei Alternativet erklärte sogar, mit ihrem Vorsitzenden Uffe Elbæk als eigenem Kandidaten für das Ministerpräsidentenamt in die Wahl gehen zu wollen und sich nicht wie zuvor für die Sozialdemokratin Mette Frederiksen auszusprechen.
Nach der Wahlzulassung von Stram Kurs erklärten die Führer der bürgerlichen Parteien Venstre, der Liberal Alliance und Det Konservative Folkeparti, dass sie nicht mit dieser neuen Partei zusammenarbeiten wollten und sie nicht als Teil des bürgerlichen „blauen Blocks“ betrachteten. Die Dansk Folkeparti ließ diese Möglichkeit offen.
Im Mai 2019 stellte Ministerpräsident Lars Løkke Rasmussen Gedankenspiele über eine mögliche Koalition seiner liberalen Venstre mit den Sozialdemokraten an, behauptete aber zugleich, dass er weiterhin für eine rechts-bürgerliche Mehrheit werben wolle. Diese Koalitionsideen wurden von den Sozialdemokraten zurückgewiesen und Rasmussen nahm sie kurz vor dem Wahltermin wieder zurück.

## Ergebnisse

### Dänemark

Stimmenstärkste Parteien in den 92 Aufstellungswahlkreisen (opstillingskredse).

Stimmenstärkste Parteien in den 10 Großwahlkreisen (storkredse)

Das augenfälligste Ergebnis der Wahl waren die starken Verluste der Dansk Folkeparti, die bei der letzten Wahl noch zweitstärkste Partei geworden war und dieses Mal mehr als die Hälfte ihrer Mandate verlor. Die Sozialdemokraten blieben hinsichtlich Stimmen- und Mandatsanteil annähernd konstant. Zugewinne konnten im „roten“ Parteienspektrum die sozialliberale Radikale Venstre, sowie die Socialistisk Folkeparti verbuchen, während die grüne Alternativet und die linke Enhedslisten Mandate verloren. Im „blauen“ Parteienspektrum gewannen Venstre und Det Konservative Folkeparti hinzu, während die Liberal Alliance abnahm.
Die sozialliberale Radikale Venstre konnte besonders viele Stimmen in den vom Abriss betroffenen Ausländervierteln einholen. Die Dansk Folkeparti verlor dagegen viele Stimmen an die liberale Venstre, aber auch an die Sozialdemokraten und die beiden neu gegründeten Rechtsparteien Nye Borgerlige und Stram Kurs.
Der Wahlausgang wurde meist als Wahlsieg des linken, sozialdemokratisch geführten Lagers gewertet.

#### Gesamtergebnis
| Partei                     | Partei                                                      | Liste                      | Stimmen   | Prozent | Prozent +/− | Wahlkreis- mandate | Listen- mandate | Mandate gesamt | Mandate +/− |
| -------------------------- | ----------------------------------------------------------- | -------------------------- | --------- | ------- | ----------- | ------------------ | --------------- | -------------- | ----------- |
|                            | Socialdemokraterne Sozialdemokraten                         | A                          | 914.882   | 025,9 % | −0,4 %      | 044                | 04              | 048            | +1          |
|                            | Venstre Liberale Partei Dänemarks                           | V                          | 826.161   | 023,4 % | +3,9 %      | 039                | 04              | 043            | +9          |
|                            | Dansk Folkeparti Dänische Volkspartei                       | O                          | 308.513   | 008,7 % | −12,4 %     | 011                | 05              | 016            | −21         |
|                            | Radikale Venstre Sozialliberale Partei Dänemarks            | B                          | 304.714   | 008,6 % | +4,0 %      | 012                | 04              | 016            | +8          |
|                            | Socialistisk Folkeparti Sozialistische Volkspartei          | F                          | 272.304   | 007,7 % | +3,5 %      | 012                | 02              | 014            | +7          |
|                            | Enhedslisten – de rød-grønne Einheitsliste – Die Rot-Grünen | Ø                          | 245.100   | 006,9 % | −0,9 %      | 007                | 06              | 013            | −1          |
|                            | Det Konservative Folkeparti Konservative Volkspartei        | C                          | 233.865   | 006,6 % | +3,2 %      | 009                | 03              | 012            | +6          |
|                            | Alternativet Alternative                                    | Å                          | 104.278   | 003,0 % | −1,8 %      | 001                | 04              | 005            | −4          |
|                            | Nye Borgerlige Neue Bürgerliche                             | D                          | 83.201    | 002,4 % | (neu)       | —                  | 04              | 004            | (neu)       |
|                            | Liberal Alliance Liberale Allianz                           | I                          | 82.270    | 002,3 % | −5,2 %      | —                  | 04              | 004            | −9          |
|                            | Stram Kurs Harter Kurs                                      | P                          | 63.114    | 001,8 % | (neu)       | —                  | —               | —              | —           |
|                            | Kristendemokraterne Christdemokraten                        | K                          | 60.944    | 001,7 % | +0,9 %      | —                  | —               | —              | —           |
|                            | Klaus Riskær Pedersen                                       | E                          | 29.600    | 000,8 % | (neu)       | —                  | —               | —              | —           |
|                            | Einzelbewerber                                              | Einzelbewerber             | 2.774     | 000,1 % | —           | —                  | —               | —              | —           |
| Gültige Stimmen            | Gültige Stimmen                                             | Gültige Stimmen            | 3.531.720 | 100,0 % | —           | 135                | 40              | 175            | —           |
| Leere Stimmzettel          | Leere Stimmzettel                                           | Leere Stimmzettel          | 27.781    | 000,8 % |             |                    |                 |                |             |
| Sonstige ungültige Stimmen | Sonstige ungültige Stimmen                                  | Sonstige ungültige Stimmen | 10.019    | 000,3 % |             |                    |                 |                |             |
| Ungültige Stimmen          | Ungültige Stimmen                                           | Ungültige Stimmen          | 37.800    | 001,1 % |             |                    |                 |                |             |
| Abgegebene Stimmen         | Abgegebene Stimmen                                          | Abgegebene Stimmen         | 3.569.520 | 084,6 % |             |                    |                 |                |             |
| Wahlberechtigte            | Wahlberechtigte                                             | Wahlberechtigte            | 4.219.537 |         |             |                    |                 |                |             |
|                            |                                                             |                            |           |         |             |                    |                 |                |             |
| Quelle: Danmarks Statistik |                                                             |                            |           |         |             |                    |                 |                |             |

Roter Block Blauer Block

#### Ergebnis nach Landesteilen und Großwahlkreisen
Die Sozialdemokraten lagen in sieben der zehn Großwahlkreise in Führung, mit Bornholm als bestem Ergebnis. Einzig in West- und Südjütland, sowie in Nordseeland, konnte die Venstre eine Mehrheit auf sich vereinen. Radikale Venstre und Alternativet verzeichneten ihr bestes Ergebnis jeweils im Kopenhagener Großwahlkreis (storkreds), wo sie nur knapp hinter den Sozialdemokraten abschnitten. Die Dansk Folkeparti hatte ihr bestes Ergebnis erneut in Südjütland, war nun allerdings auch dort weit von einer Spitzenposition entfernt.
| Großwahlkreis / Landesteil  | Großwahlkreis / Landesteil | A    | B    | C    | D   | E    | F    | I   | K    | O    | P    | V    | Ø    | Å   | Sonst. |
| --------------------------- | -------------------------- | ---- | ---- | ---- | --- | ---- | ---- | --- | ---- | ---- | ---- | ---- | ---- | --- | ------ |
| Hovedstaden                 | Hovedstaden                | 21,2 | 13,1 | 08,0 | 2,2 | 0,9  | 09,5 | 2,7 | 1,0  | 06,4 | 1,5  | 18,1 | 10,8 | 4,4 | 0,2    |
|                             | Københavns Storkreds       | 17,2 | 16,4 | 05,3 | 1,4 | 1,0  | 11,5 | 2,6 | 0,7  | 04,2 | 1,3  | 15,0 | 16,8 | 6,5 | 0,1    |
| Københavns Omegns Storkreds | 25,8                       | 10,9 | 09,4 | 2,3  | 0,8 | 09,4 | 2,6  | 0,9 | 08,2 | 1,9  | 17,2 | 07,2 | 3,1  | 0,3 |        |
| Nordsjællands Storkreds     | 21,3                       | 11,2 | 11,2 | 3,3  | 1,0 | 06,9 | 3,3  | 1,1 | 07,5 | 1,5  | 23,4 | 05,6 | 2,7  | 0,1 |        |
| Bornholms Storkreds         | 34,0                       | 03,3 | 01,8 | 1,7  | 0,9 | 04,3 | 1,0  | 4,1 | 10,4 | 1,9  | 25,3 | 08,1 | 3,3  | —   |        |
| Sjælland-Syddanmark         | Sjælland-Syddanmark        | 28,0 | 06,2 | 05,7 | 2,9 | 0,9  | 07,1 | 1,9 | 1,3  | 10,9 | 2,2  | 25,5 | 05,2 | 2,1 | 0,0    |
|                             | Sjællands Storkreds        | 28,2 | 05,8 | 05,8 | 2,6 | 1,0  | 08,8 | 1,8 | 0,8  | 10,9 | 2,7  | 24,3 | 05,2 | 2,0 | 0,0    |
| Fyns Storkreds              | 30,2                       | 07,3 | 06,2 | 1,9  | 0,8 | 06,7 | 1,9  | 1,1 | 08,9 | 1,9  | 23,4 | 06,8 | 3,0  | —   |        |
| Sydjyllands Storkreds       | 26,1                       | 05,9 | 05,1 | 4,1  | 0,7 | 05,2 | 2,1  | 2,2 | 12,5 | 1,8  | 28,5 | 04,1 | 1,6  | 0,1 |        |
| Midtjylland-Nordjylland     | Midtjylland-Nordjylland    | 28,0 | 07,2 | 06,4 | 1,9 | 0,7  | 06,8 | 2,4 | 2,8  | 08,5 | 1,6  | 25,9 | 05,2 | 2,5 | 0,0    |
|                             | Østjyllands Storkreds      | 25,8 | 09,9 | 05,7 | 2,0 | 0,7  | 08,2 | 2,9 | 2,1  | 07,8 | 1,5  | 22,6 | 07,1 | 3,4 | 0,1    |
| Vestjyllands Storkreds      | 24,6                       | 05,3 | 09,2 | 1,7  | 0,6 | 06,2 | 2,2  | 5,3 | 08,4 | 1,6  | 29,8 | 03,4 | 1,7  | —   |        |
| Nordjyllands Storkreds      | 33,9                       | 05,1 | 04,9 | 2,0  | 0,8 | 05,4 | 1,9  | 1,6 | 09,5 | 1,7  | 26,8 | 04,3 | 2,0  | —   |        |

#### Mandatszuteilung
Die folgende Tabelle zeigt die Zahl der Wahlkreismandate, die in den jeweiligen Wahlkreisen zugeteilt wurden. In Klammern angegeben ist zudem die Zahl der Ausgleichsmandate, die zusätzlich an Kandidaten aus dem Wahlkreis fielen.
| Großwahlkreis               | Gesamt | A     | B     | C     | D     | F     | I     | O     | V     | Ø     | Å     |
| --------------------------- | ------ | ----- | ----- | ----- | ----- | ----- | ----- | ----- | ----- | ----- | ----- |
| Københavns Storkreds        | 16 (4) | 3 —   | 3 —   | 1 —   | 0 —   | 2 (1) | 0 (1) | 0 (1) | 3 —   | 3 (1) | 1 —   |
| Københavns Omegns Storkreds | 11 (3) | 4 —   | 1 (1) | 1 —   | 0 —   | 1 —   | 0 —   | 1 —   | 2 (1) | 1 —   | 0 (1) |
| Nordsjællands Storkreds     | 10 (4) | 3 —   | 1 (1) | 1 (1) | 0 (1) | 1 —   | 0 —   | 1 —   | 3 —   | 0 (1) | 0 —   |
| Bornholms Storkreds         | 2      | 1     | 0     | 0     | 0     | 0     | 0     | 0     | 1     | 0     | 0     |
| Sjællands Storkreds         | 20 (9) | 7 (1) | 1 (1) | 1 (1) | 0 (1) | 2 (1) | 0 —   | 2 (1) | 6 (1) | 1 (1) | 0 (1) |
| Fyns Storkreds              | 12 (3) | 4 (1) | 1 —   | 1 —   | 0 —   | 1 —   | 0 —   | 1 (1) | 3 (1) | 1 —   | 0 —   |
| Sydjyllands Storkreds       | 18 (3) | 6 —   | 1 —   | 1 —   | 0 (1) | 1 —   | 0 (1) | 3 —   | 6 —   | 0 (1) | 0 —   |
| Østjyllands Storkreds       | 18 (7) | 6 (1) | 2 (1) | 1 —   | 0 (1) | 2 —   | 0 (1) | 1 (1) | 5 (1) | 1 —   | 0 (1) |
| Vestjyllands Storkreds      | 13 (3) | 4 —   | 1 —   | 1 (1) | 0 —   | 1 —   | 0 (1) | 1 —   | 5 —   | 0 (1) | 0 —   |
| Nordjyllands Storkreds      | 15 (4) | 6 (1) | 1 —   | 1 —   | 0 —   | 1 —   | 0 —   | 1 (1) | 5 —   | 0 (1) | 0 (1) |

### Grönland
| Partei                     | Partei               | Liste              | Stimmen | Prozent | Prozent +/− | Mandate | Mandate +/− | Listenerstplatziert   |
| -------------------------- | -------------------- | ------------------ | ------- | ------- | ----------- | ------- | ----------- | --------------------- |
|                            | Inuit Ataqatigiit    | IA                 | 6.867   | 033,4 % | −4,9 %      | 1       | ±0          | Aaja Chemnitz Larsen  |
|                            | Siumut               | S                  | 6.063   | 029,4 % | −8,6 %      | 1       | ±0          | Aki-Matilda Høegh-Dam |
|                            | Demokraatit          | D                  | 2.258   | 011,0 % | +2,0 %      | —       | —           | Nivi Olsen            |
|                            | Nunatta Qitornai     | NQ                 | 1.622   | 007,8 % | +7,8 %      | —       | —           | Aleqa Hammond         |
|                            | Partii Naleraq       | PN                 | 1.564   | 007,6 % | +2,5 %      | —       | —           | Pele Broberg          |
|                            | Atassut              | A                  | 1.098   | 005,3 % | −2,1 %      | —       | —           | Bentiaraq Ottosen     |
|                            | Suleqatigiissitsisut | SA                 | 518     | 002,5 % | +2,5 %      | —       | —           | Looqi Sigurdsen       |
| Gültige Stimmen            | Gültige Stimmen      | Gültige Stimmen    | 19.990  | 100,0 % | —           | 2       | —           | —                     |
| Leere Stimmzettel          | Leere Stimmzettel    | Leere Stimmzettel  | 359     | 003,0 % |             |         |             |                       |
| Ungültige Stimmen          | Ungültige Stimmen    | Ungültige Stimmen  | 226     | 003,0 % |             |         |             |                       |
| Abgegebene Stimmen         | Abgegebene Stimmen   | Abgegebene Stimmen | 20.575  | 049,9 % |             |         |             |                       |
| Wahlberechtigte            | Wahlberechtigte      | Wahlberechtigte    | 41.344  |         |             |         |             |                       |
|                            |                      |                    |         |         |             |         |             |                       |
| Quelle: Danmarks Statistik |                      |                    |         |         |             |         |             |                       |

### Färöer
Die zwei Mandate, die durch die Wahl auf den Färöern besetzt werden, werden nach dem D’Hondt-Verfahren verteilt. Gewählt wurde je ein Kandidat von Sambandsflokkurin und von Javnaðarflokkurin.
| Partei                     | Partei                                       | Liste              | Stimmen | Prozent | Prozent +/− | Mandate | Mandate +/− | Listenerstplatziert     |
| -------------------------- | -------------------------------------------- | ------------------ | ------- | ------- | ----------- | ------- | ----------- | ----------------------- |
|                            | Sambandsflokkurin Union                      | B                  | 7.360   | 28,3 %  | +4,8        | 1       | +1          | Edmund Joensen          |
|                            | Javnaðarflokkurin Sozialdemokratische Partei | C                  | 6.640   | 025,5 % | +1,3        | 1       | ±0          | Sjúrður Skaale          |
|                            | Fólkaflokkurin Volkspartei                   | A                  | 6.181   | 023,8 % | +5,1        | —       | —           | Uni Rasmussen           |
|                            | Tjóðveldi Republik                           | E                  | 4.832   | 018,6 % | −5,9        | —       | −1          | Høgni Hoydal            |
|                            | Framsókn Fortschritt                         | F                  | 638     | 002,5 % | −0,8        | —       | —           | Bjarni Kárason Petersen |
|                            | Sjálvstýri Selbstverwaltung                  | D                  | 335     | 001,3 % | −0,4        | —       | —           | Jógvan Skorheim         |
| Gültige Stimmen            | Gültige Stimmen                              | Gültige Stimmen    | 25.986  | 100,0 % | —           | 2       | —           | —                       |
| Leere Stimmzettel          | Leere Stimmzettel                            | Leere Stimmzettel  | 140     | 000,9 % |             |         |             |                         |
| Ungültige Stimmen          | Ungültige Stimmen                            | Ungültige Stimmen  | 80      | 000,9 % |             |         |             |                         |
| Abgegebene Stimmen         | Abgegebene Stimmen                           | Abgegebene Stimmen | 26.206  | 070,3 % |             |         |             |                         |
| Wahlberechtigte            | Wahlberechtigte                              | Wahlberechtigte    | 37.264  |         |             |         |             |                         |
|                            |                                              |                    |         |         |             |         |             |                         |
| Quelle: Danmarks Statistik |                                              |                    |         |         |             |         |             |                         |